# Fiesta Bowl 2016 (janvier)
Ne doit pas être confondu avec Fiesta Bowl 2016 (décembre), joué dans le cadre de la saison universitaire 2016.
Match précédent Match suivant
Le Fiesta Bowl 2016 est un match de football américain de niveau universitaire joué après la saison régulière de 2015, le 1er janvier 2016 au University of Phoenix Stadium à Glendale en Arizona.
Il s'agissait de la 45e édition du Fiesta Bowl.
Les deux participants au match ont été désignés par le comité de sélection du College Football Playoff soit les #8 Fighting Irish de Notre Dame issus des Indépendants et les #7 Buckeyes d'Ohio State issus de la Big Ten Conference.
La rencontre a débuté à 13:00 (heure locale) et a été retransmise en télévision sur ESPN et ESPN Deportes ainsi qu'en radio sur ESPN Radio et XM Satellite Radio.
Sponsorisé par la société BattleFrog, le match fut officiellement dénommé le BattleFrog Fiesta Bowl.
Les Buckeyes d'Ohio State gagnent le match sur le score de 44 à 28.

## Présentation du match
| Équipes                                                                                           | Conférences  | Entraîneurs | Stats. saison rég. |
| ------------------------------------------------------------------------------------------------- | ------------ | ----------- | ------------------ |
| Buckeyes d'Ohio State                                                                             | Big Ten      | Urban Meyer | 11-1               |
| Fighting Irish de Notre Dame                                                                      | Indépendants | Brian Kelly | 10-2               |
| Arbitre : Hubert Owens (SEC) Équipe donnée favorite par les bookmakers : Ohio State à 6½ contre 1 |              |             |                    |

Il s'agit de la 6e rencontre entre ces deux équipes :
- 1936 : Victoire de Notre Dame 18 à 13 au Ohio Stadium
- 1937 : Victoire de Notre Dame 7 à 2 au Notre Dame Stadium
- 1995 : Victoire d'Ohio State 45 à 26 au Ohio Stadium
- 1996 : Victoire d'Ohio State 29 à 20 au Notre Dame Stadium
- 2006 : Victoire d'Ohio State 34 à 20 au Sun Devil Stadium (Fiesta Bowl)

### Buckeyes d'Ohio State
Avec un bilan global en saison régulière de 11 victoires et 1 défaites, Ohio State est éligible et accepte l'invitation du comité du College Football Playoff à participer au Fiesta Bowl de 2016.
Ils terminent 2e de la East Division de la Big Ten Conference derrière Michigan State, avec un bilan en division de 7 victoires et 1 défaite.
À l'issue de la saison régulière 2015 (bowl non compris), ils seront classés #7 aux classements CFP et AP et #5 au classement Coaches.
Après leur victoire au bowl, ils seront classés #4 aux classements AP et Coaches.
Il s'agit de leur 7e apparition au Fiesta Bowl :
- 1980 : Défaite 31 à 19 contre Penn State
- 1983 : Victoire 28 à 23 contre Pittsburgh
- 2002 : Victoire 31 à 24 après 2 prolongations contre Miami
- 2003 : Victoire 35 à 28 contre Kansas State
- 2005 : Victoire 34 à 20 contre Notre Dame
- 2008 : Défaite 21 à 24 contre Texas

Il s'agit de la 46e apparition d'Ohio State à un bowl d'après saison régulière (21 victoires pour 24 défaites).
Pour l’entraîneur Urban Mayer, il est à signaler qu'il s'agira de son 12e bowl depuis 2003. Il totalise 9 victoires pour uniquement 2 défaites.

### Fighting Irish de Notre Dame
Avec un bilan global en saison régulière de 10 victoires et 2 défaites, Notre Dame est éligible et accepte l'invitation du College Football Playoff à participer au Fiesta Bowl de 2016.
Ils terminent 1er des Indépendants.
À l'issue de la saison régulière 2015, ils seront classés #8 aux classements CFP et AP et #9 au classement Coaches.
Après leur défaite au bowl, ils seront classés #11 au classement AP et #12 au classement Coaches.
Notre Dame joue son 5e Fiesta Bowl : 
- 1988 : #1 Notre Dame bat par #3 West Virginia sur le score de 34 à 21
- 1994 : #4 Colorado bat Notre Dame (non classé) sur le score de 41 à 24
- 2000 : #5 Oregon State bat #10 Notre Dame sur le score de 41 à 9
- 2005 : #4 Ohio State bat #5 Notre Dame sur le score de 34 à 20

Il s'agit de la 35e apparition de Notre dame à un bowl d'après saison régulière (17 victoires pour autant de défaites) et du 6e bowl consécutif de Notre Dame depuis que l'entraîneur Brian Kelly en a pris la direction.

## Résumé du match
| QT          | Temps       | Drive       | Drive       | Drive       | Équipe      | Description de l'action | Score | Score |
| QT          | Temps       | Jeux        | Yards       | TDP         | Équipe      | Description de l'action | ND    | OSU   |
| ----------- | ----------- | ----------- | ----------- | ----------- | ----------- | --- | ----- | ----- |
| 1           | 09:53       | 9           | 80          | 03:01       | OSU         | TD à la suite d'une course de 2 yards par RB Ezekiel Elliott + 1 point de conversion par kicker Sean Nuernberger                            | 0     | 7     |
| 1           | 07:41       | 3           | 43          | 00:45       | OSU         | TD de 15 yards par Thomas, Michael à la suite d'une réception de passe de QB J.T. Barrett + 1 point de conversion par kicker S. Nuernberger | 0     | 14    |
| 2           | 07:34       | 13          | 70          | 05:38       | ND          | TD à la suite d'une course de 3 yards par Josh Adams + 1 point de conversion par kicker Justin Yoon                                         | 7     | 14    |
| 2           | 09:53       | 11          | 62          | 02:39       | OSU         | TD à la suite d'une course de 1 yards par RB E. Elliott + 1 point de conversion par kicker S. Nuernberger                                   | 7     | 21    |
| 2           | 01:48       | 6           | 63          | 02:04       | OSU         | TD à la suite d'une course de 1 yard par RB E. Elliott + 1 point de conversion par kicker S. Nuernberger                                    | 7     | 28    |
| 2           | 00:29       | 9           | 75          | 01:19       | ND          | TD à la suite d'une course de 1 yard par QB DeShone Kizer + 1 point de conversion par kicker Justin Yoon                                    | 14    | 28    |
| 3           | 08:58       | 7           | 58          | 02:54       | ND          | TD de 4 yards par Chris Brown à la suite d'une réception de passe de QB DeShone Kizer + 1 point de conversion par kicker Justin Yoon        | 21    | 28    |
| 3           | 06:37       | 6           | 75          | 02:21       | OSU         | TD à la suite d'une course de 47 yards par RB E. Elliott + 1 point de conversion par kicker S. Nuernberger                                  | 21    | 35    |
| 4           | 12:10       | 10          | 44          | 04:14       | OSU         | FG de 37 yards par kicker S. Nuernberger | 21    | 38    |
| 4           | 11:27       | 2           | 83          | 00:43       | ND          | TD de 81 yards par WR Will Fuller à la suite d'une réception de passe de QB DeShone Fuller + 1 point de conversion par kicker Justin Yoon   | 28    | 38    |
| 4           | 06:09       | 13          | 42          | 05:18       | OSU         | FG de 38 yards par kicker S. Nuernberger | 28    | 41    |
| 4           | 02:42       | 4           | 5           | 01:36       | OSU         | FG de 35 yards par kicker S. Nuernberger | 28    | 44    |
| Score final | Score final | Score final | Score final | Score final | Score final | Score final | 28    | 44    |

## Statistiques[3]
| Statistiques par Équipes               | Statistiques par Équipes | Statistiques par Équipes |
| Statistiques                           | ND                       | OSU                      |
| -------------------------------------- | ------------------------ | ------------------------ |
| 1er downs                              | 24                       | 27                       |
| Conversion de 3e Down                  | 5/13                     | 10/18                    |
| Conversion de 4e Down                  | 1/1                      | 1/1                      |
| Jeux–yards                             | 70 - 405                 | 85 - 496                 |
| Yards à la course                      | 121                      | 285                      |
| Yards à la passe                       | 284                      | 211                      |
| Passes : Réussies-Tentées-Interceptées | 22/38, 1 Int.            | 19/31, 1 Int.            |
| Réussite en zone rouge/chances         | 3/3                      | 7/7                      |
| TD                                     | 4                        | 5                        |
| Field Goals                            | 0                        | 3                        |
| Sacks (Nombre-Yards gagnés)            | 2 pour 11 yards gagnés   | 4 pour 25 yards          |
| Fumbles (Nombre/Perdus)                | 0/0                      | 0/0                      |
| Pénalités (Nombre/Yards perdus)        | 3 pour 20 yards          | 4 pour 45 yards          |
| Temps de possession                    | 27:15                    | 32:45                    |

| Meilleurs Joueurs (MVPs) | Meilleurs Joueurs (MVPs) | Meilleurs Joueurs (MVPs) | Meilleurs Joueurs (MVPs) |
| ------------------------ | ------------------------ | ------------------------ | ------------------------ |
| Systèmes                 | Noms                     | Équipes                  | Postes                   |
| Attaque                  | J. T. Barrett            | OSU                      | QB                       |
| Défense                  | Eli Apple                | OSU                      | CB                       |

| Statistiques Individuelles | Statistiques Individuelles | Statistiques Individuelles               |
| -------------------------- | -------------------------- | ---------------------------------------- |
| Quaterbacks                |                            |                                          |
| ND                         | Kizer, DeShone             | 22/37 (59%) - 284 yards - 2 TDs - 1 Int. |
| OSU                        | Barrett, J. T.             | 19/31 (61%) - 211 yards - 1 TD - 1 Int.  |
| Meilleurs Coureurs         |                            |                                          |
| ND                         | Adams, Josh                | 14 portés - 78 yards - 1 TD              |
| OSU                        | Elliott, Ezekiel           | 27 portés - 149 yards - 4 TDs            |
| Meilleurs Receveurs        |                            |                                          |
| ND                         | Fuller, Will               | 6 réc.- 113 yards - 1 TD                 |
| OSU                        | Thomas, Michael            | 7 réc.- 72 yards - 1 TD                  |
| Meilleurs Tackleurs        |                            |                                          |
| ND                         | Shumate, Elijah            | 9 tackles - 4 assistes                   |
| OSU                        | Conley, Gareon             | 7 tackles - 0 assiste                    |